# 大坳門
大坳門是香港的山坳，位於新界西貢區清水灣半島南部，釣魚翁和大嶺峒之間。大坳門是多條道路的交匯處，包括清水灣道、大坳門路、龍蝦灣路和大環頭路。從大坳門沿清水灣道東行，可到達大坑墩，該處為香港其中一個放風箏和遙控模型飛機的勝地。由於該處沒有路牌顯示大坑墩，很多人誤會該處為大坳門。在客家語，大坳門的讀音近似粵音的「大澳門」，所以大坳門又稱為大澳門。

## 地圖
- 大坳門地圖（页面存档备份，存于）

1. ↑  . DronesPlayer. 2015-10-26  [2018-01-09]. （原始内容存档于2018-02-09） （中文（香港））.